# Pedro Arrupe
Pedro Arrupe y Gondra, né à Bilbao le 14 novembre 1907 et mort à Rome le 5 février 1991, est un jésuite basque espagnol qui fut le 28e supérieur général de la Compagnie de Jésus, entre 1965 et 1983.
Élu alors que le concile Vatican II était encore en session, il eut à cœur d'introduire dans la Compagnie l'esprit et les réformes demandées par le concile, particulièrement dans le domaine de la justice sociale.

## Jeunesse et formation
Né en 1907 à Bilbao, au Pays basque espagnol, il commence ses études de médecine 1923 à Madrid. La mort de son père en 1926 le plonge dans le deuil. Après, avec ses quatre sœurs, il se rend en pèlerinage à Lourdes, où il reste à peu près trois mois. Dans ses conversations avec Jean-Claude Dietsch, SJ, il a fait le récit de son expérience :

« Pour moi, Lourdes est la ville du miracle. J'y ai séjourné pendant quelque trois mois. J'avais obtenu, étant étudiant en médecine, de suivre le travail du Bureau de constatation. J'ai été ainsi le témoin de trois guérisons miraculeuses, au moment même où elles se sont produites au milieu des fidèles qui priaient la Vierge Marie, et lorsque les vérifications médicales ont été menées par des médecins athées. Cela a été pour moi très impressionnant, car j'avais souvent entendu, à Madrid, parler mes professeurs - athées eux aussi - des « supercheries de Lourdes ». Là est née ma vocation, dans cette atmosphère à la fois simple et grandiose, aux pieds de la Vierge Marie, entre la prière bruyamment insistante des pèlerins et le doux murmure du gave. »

Cette expérience agit en lui comme une interrogation sur le sens de sa vie. Il décide d'arrêter ses études de médecine à Madrid et entre dans la Compagnie de Jésus en janvier 1927.
Quand le gouvernement républicain espagnol expulse les jésuites d'Espagne, en 1932, il poursuit ses études en Belgique, aux Pays-Bas et aux États-Unis, où il est ordonné prêtre. À New York, il est aumônier des hispanophones en prison. Depuis longtemps désireux d'être missionnaire, il part en 1938 pour le Japon, où il est bientôt maître des novices, à Hiroshima. Quand explose la première bombe atomique, il se dévoue avec ses novices auprès des blessés et moribonds. Présent le matin du 6 août 1945, il est donc un survivant du bombardement atomique d'Hiroshima. Plus tard, il est supérieur provincial des jésuites du Japon. La 31e Congrégation générale, convoquée à la suite du décès du Jean-Baptiste Janssens, se réunit en 1965 et élit Pedro Arrupe supérieur général de la Compagnie de Jésus le 22 mai 1965.

## Supérieur général des Jésuites
Selon le père Jean-Yves Calvez, qui fut un de ses assistants généraux à Rome et l'un de ses biographes, Pedro Arrupe fut l'un des acteurs de l'esprit du concile et un chef spirituel en son temps, comme Dom Helder Camara à Recife et, de façon différente, Roger Schütz (frère Roger), à Taizé[réf. nécessaire]. Son dynamisme spirituel, son tempérament mystique et passionné, mais aussi sa grande bonté, toujours attentive à chaque personne concrète, exercèrent un rayonnement sur les jésuites et sur beaucoup dans l'Église catholique. Convaincu que la Compagnie, dans sa préoccupation pour influencer les élites socio-politiques, s'était trop exclusivement engagée auprès des nantis et des classes dirigeantes, il fut fréquemment en butte aux éléments conservateurs de l'Église et de sa hiérarchie. En 1974, une nouvelle Congrégation générale est convoquée, qui entérine la ligne d'Arrupe, affirmant même que le service de la foi auquel est vouée la Compagnie est indissociablement lié à la promotion de la justice.
En Amérique latine, il pousse la Compagnie à prendre sa part dans la lutte sociale et à s'engager en faveur des pauvres et des marginaux, comme de toutes les victimes de l’injustice. Il écrivait en 1979 : « Nous cesserions d’être de vrais fils de saint Ignace si nous ne mettions pas en œuvre tous nos moyens pour répondre à cette clameur. Par l’évangélisation nous pouvons rendre un service signalé, efficace, mais elle attirera aussi sur nous de grandes oppositions, voire des persécutions, provenant peut-être d’où nous les attendions le moins ».
Incompris et souvent taxé d'optimisme naïf par la curie romaine, Pedro Arrupe resté fidèle à la ligne définie par les Congrégations générales, est désavoué quasi publiquement par Jean-Paul II.
Après l'accident vasculaire cérébral du père Arrupe qui le laisse aphasique et paralysé, le pape suspend le droit de la Compagnie et, annulant la nomination de Vincent O'Keefe comme vicaire général, nomme à sa place un délégué personnel avec pleins pouvoirs : le jésuite italien Paolo Dezza qui sera assisté de Giuseppe Pittau, missionnaire au Japon, avec pour mission de remettre de l'ordre dans la Compagnie soupçonnée d'être trop proche de la théologie de la libération, bien que la position d'Arrupe fût nuancée. Il préconisait le dialogue avec les marxistes afin de « faire voir que le christianisme est pour les hommes un message incomparablement plus riche qu’aucun concept, si utile soit-il, de l’analyse marxiste ». Cela sera vu comme une immixtion dans le processus électoral des Jésuites.
Nombre d'observateurs considèrent Pedro Arrupe comme un véritable refondateur de l'ordre, ayant transformé l'image d'une Compagnie gardienne du conservatisme par le développement du travail dans le domaine de l’apostolat social et la priorité donnée à la lutte contre la pauvreté. Sous son supériorat, le nombre des Jésuites baisse de 36 000 à un peu plus de 23 000.

## Combat pour la foi et la justice
Président de l'Union des supérieurs généraux de 1965 à 1983, le père Arrupe participe aux grandes assemblées de l'Église. Il œuvre activement pour la rénovation de la vie religieuse et aide les Jésuites à percevoir leur mission comme un service de la foi qui implique un combat pour la justice. Ses nombreux voyages lui permettent de réaliser qu'une part au moins de l'incroyance contemporaine s'explique par le scandale de l'injustice sociale, criante dans nombre de pays du Sud, et plus subtile dans l'hémisphère Nord.
Peu de temps avant la thrombose qui va le réduire au silence de l'infirmité pendant les dix dernières années de sa vie, il crée le Service jésuite des réfugiés (JRS), car, disait-il, dépouillés de tout, les réfugiés sont les plus pauvres des pauvres. Missionnaire avant tout, il veut que l'Évangile soit annoncé dans les langues et les cultures du monde. Cette nécessaire inculturation de la foi chrétienne est l'une de ses principales intuitions. Il veut aussi que les Jésuites, comme éducateurs, aident chacun à devenir « un homme-pour-les-autres ».
On peut cependant lui reprocher une vision plus politique que théologique de sa mission, adaptant le message évangélique à la société, allant ainsi à contrario de la mission traditionnelle de l’Église.

## Souvenir et béatification
De nombreux bâtiments, généralement associés aux œuvres apostoliques de la Compagnie de Jésus, rappellent la mémoire du père Arrupe. Parmi eux, un auditoire de l'UNamur, où il étudia, porte son nom. Tous les cours des étudiants de 1re année en droit sont donnés dans celui-ci
En juillet 2018, la cause en béatification de Pedro Arrupe est ouverte par le diocèse de Rome.